# DDR-Leichtathletik-Meisterschaften 1987
Die DDR-Leichtathletik-Meisterschaften wurden 1987 zum 38. Mal ausgetragen und fanden vom 20. bis 22. August zum ersten Mal im Potsdamer Stadion Luftschiffhafen statt, bei denen in 31 Disziplinen (18 Männer/13 Frauen) die Meister ermittelt wurden.
Bei den Männern gelang es sechs Athleten in sieben Disziplinen (Kunze (5000 m), Melzer (3000 m Hindernis), Langhammer (Stab), Beyer (Kugel), Schult (Diskus) und Michel (Speer)) ihren Titel aus dem Vorjahr zu verteidigen, was auch bei den Frauen (Gladisch (100 m), Müller (400 m), Busch (400 m Hürden), Drechsler (Weit), Hellmann (Diskus) und Felke (Speer)) gelang.
Für die sportlichen Höhepunkte am Donnerstagabend sorgten der 21-jährige Potsdamer Jens-Peter Herold, der im 1500-Meter-Lauf den sieben Jahre alten DDR-Rekord um vier Zehntelsekunden verbesserte und die 18-jährige Hallenserin Ilke Wyludda als zweitplatzierte im Diskuswurf, in dem sie ihre vor einer Woche erzielte Junioren-Weltbestleistung übertraf. Am Freitag, dem zweiten Wettkampftag stellte die Erfurterin Sabine Busch einen neuen Weltrekord im 400-Meter-Hürdenlauf auf. Anschließend verbesserte Stabhochspringer Uwe Langhammer aus Jena seinen eigenen DDR-Rekord um fünf Zentimeter, bevor der Karl-Marx-Städter Thomas Schönlebe im 400-Meter-Lauf zum Europarekord lief.
Busch und Schönlebe nahmen für ihre Leistungen die Ehrenpreise des Generalsekretärs des ZK der SED und Vorsitzenden des Staatsrates der DDR, Erich Honecker entgegen.
Wie üblich wurden aus zeitlichen oder organisatorischen Gründen verschiedene Wettbewerbe aus dem Programm der in Potsdam stattfindenden Hauptveranstaltung ausgelagert und an andere Orte zu anderen Terminen vergeben. In diesem Jahr waren dies die 10.000-Meter-Läufe, die Marathonläufe, die Staffeln über 4-mal 100 Meter und 4-mal 400 Meter, bei den Frauen das 10-km-Gehen, bei den Männern das 20-km-Gehen und 50-km-Gehen, der Siebenkampf (Frauen) sowie der Zehnkampf (Männer) und wie jedes Jahr die Crossläufe.
Dabei verteidigten der Rostocker Hansjörg Kunze im 10.000-Meter-Lauf, die Neubrandenburgerin Anke Behmer im Siebenkampf sowie die beiden Potsdamer Uta Pippig im Marathonlauf und Frank Heine auf der Langstrecke im Crosslauf ihre Titel erfolgreich. Für Heine war es zugleich der dritte Triumph in Folge.
Zu drei Meisterehren kamen in diesem Jahr bei den Frauen Langstreckenläuferin Kathrin Ullrich und bei den Männern Thomas Schönlebe. Die erfolgreichste Mannschaft bei den Meisterschaften war der SC Dynamo Berlin mit insgesamt 9 Gold-, 5 Silber- und 4 Bronzemedaillen.

## Hauptveranstaltung

### Männer

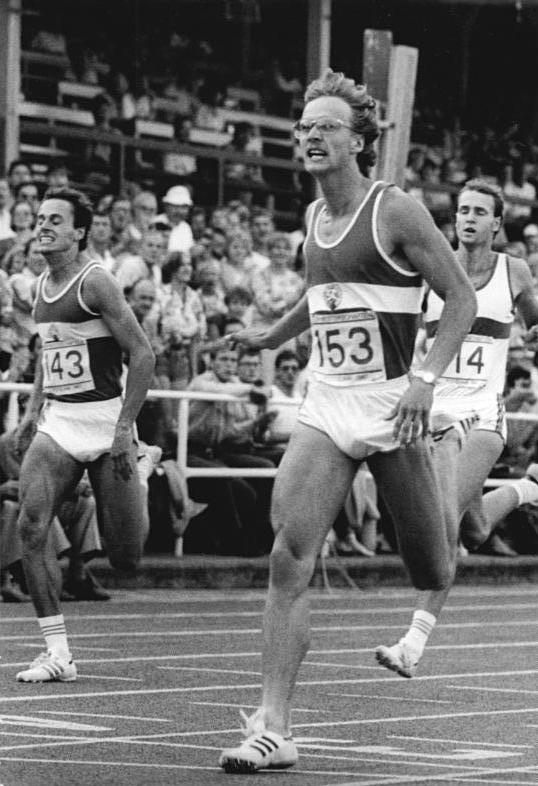
Thomas Schönlebe (Nr. 153) sicherte sich den Meistertitel über 400 Meter mit neuem Europarekord. Zweiter wurde Jens Carlowitz (Nr. 143) vor Mathias Schersing (hinten).

| Disziplin                     | Gold                                   | Gold         | Silber                              | Silber       | Bronze                               | Bronze       |
| 0100 m (Wind: +0,5 m/s)       | Steffen Bringmann SC DHfK Leipzig      | 10,27 s      | Frank Emmelmann SC Magdeburg        | 10,34 s      | Torsten Heimrath SC Traktor Schwerin | 10,40 s      |
| 0200 m (Wind: +1,3 m/s)       | Frank Emmelmann SC Magdeburg           | 20,65 s      | Steffen Lassler SC Chemie Halle     | 21,01 s      | Steffen Schwabe SC DHfK Leipzig      | 21,04 s      |
| 0400 m                        | Thomas Schönlebe SC Karl-Marx-Stadt    | 44,48 s      | Jens Carlowitz SC Karl-Marx-Stadt   | 44,92 s      | Mathias Schersing SC Chemie Halle    | 45,03 s      |
| 0800 m                        | Jens-Peter Herold ASK Vorwärts Potsdam | 1:46,44 min  | Olaf Beyer ASK Vorwärts Potsdam     | 1:47,72 min  | Hauke Fuhlbrügge SC Turbine Erfurt   | 1:47,79 min  |
| 1500 m                        | Jens-Peter Herold ASK Vorwärts Potsdam | 3:33,28 min  | Thorsten Lenhardt SC Turbine Erfurt | 3:36,81 min  | Andreas Busse SC Einheit Dresden     | 3:37,32 min  |
| 5000 m                        | Hansjörg Kunze SC Empor Rostock        | 13:24,00 min | Frank Heine ASK Vorwärts Potsdam    | 13:31,93 min | Axel Krippschock SC Dynamo Berlin    | 13:37,30 min |
| 110 m Hürden (Wind: +0,3 m/s) | Andreas Oschkenat SC Dynamo Berlin     | 13,89 s      | Arne Rinckleb SC Karl-Marx-Stadt    | 14,13 s      | Torsten Grubert ASK Vorwärts Potsdam | 14,18 s      |
| 400 m Hürden                  | Uwe Ackermann SC Karl-Marx-Stadt       | 50,08 s      | Hans-Jürgen Ende SC Magdeburg       | 50,50 s      | Ingo Krüger SC Neubrandenburg        | 51,03 s      |
| 3000 m Hindernis              | Hagen Melzer SC Einheit Dresden        | 8:24,22 min  | Thomas Peucker SC Neubrandenburg    | 8:45,27 min  | Uwe Pflügner SC Turbine Erfurt       | 8:51,61 min  |
| 10-km-Gehen                   | Axel Noack TSC Berlin                  | 39:29,72 min | Bernd Gummelt ASK Vorwärts Potsdam  | 41:10,27 min | Andrej Rubarth ASK Vorwärts Potsdam  | 42:57,97 min |
| Hochsprung                    | Mathias Grebenstein SC Motor Jena      | 2,27 m       | Gerd Wessig SC Traktor Schwerin     | 2,27 m       | Carsten Siebert SC Cottbus           | 2,21 m       |
| Stabhochsprung                | Uwe Langhammer SC Motor Jena           | 5,65 m       | Marco Schröder ASK Vorwärts Potsdam | 5,30 m       | Rainer Lewin ASK Vorwärts Potsdam    | 5,30 m       |
| Weitsprung                    | Marco Delonge SC Dynamo Berlin         | 8,18 m       | Jens Hirschberg SC Magdeburg        | 8,06 m       | Thomas Wolf SC Turbine Erfurt        | 8,05 m       |
| Dreisprung                    | Jörg Frieß SC Dynamo Berlin            | 16,65 m      | Jörg Elbe SC Karl-Marx-Stadt        | 16,46 m      | Thomas Rex SC Turbine Erfurt         | 16,44 m      |
| Kugelstoßen                   | Udo Beyer ASK Vorwärts Potsdam         | 22,31 m      | Ulf Timmermann TSC Berlin           | 21,96 m      | Klaus Görmer SC DHfK Leipzig         | 21,22 m      |
| Diskuswurf                    | Jürgen Schult SC Traktor Schwerin      | 69,18 m      | Rüdiger Pudenz SC Chemie Halle      | 59,90 m      | Andreas Becker SC Empor Rostock      | 59,14 m      |
| Hammerwurf                    | Ralf Haber SC Karl-Marx-Stadt          | 81,84 m      | Gunther Rodehau SC Einheit Dresden  | 81,58 m      | Thomas Grogorick SC Einheit Dresden  | 75,08 m      |
| Speerwurf                     | Detlef Michel TSC Berlin               | 81,86 m      | Gerald Weiß SC Traktor Schwerin     | 75,80 m      | Andreas Lang SC Chemie Halle         | 73,62 m      |

### Frauen

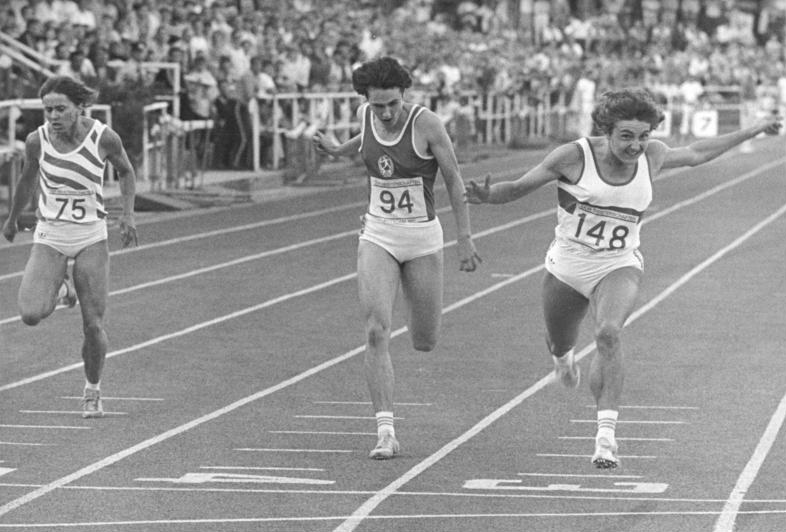
Doppelmeisterin Silke Gladisch (Nr. 148) hier beim Sieg über 100 Meter vor Kerstin Behrendt (Nr. 94) und Marlies Göhr (Nr. 75).

| Disziplin                     | Gold                                | Gold        | Silber                                 | Silber      | Bronze                            | Bronze      |
| 0100 m (Wind: +0,6 m/s)       | Silke Gladisch SC Empor Rostock     | 10,86 s     | Kerstin Behrendt SC DHfK Leipzig       | 11,09 s     | Marlies Göhr SC Motor Jena        | 11,27 s     |
| 0200 m (Wind: +1,7 m/s)       | Silke Gladisch SC Empor Rostock     | 21,79 s     | Heike Morgenstern ASK Vorwärts Potsdam | 22,67 s     | Kerstin Behrendt SC DHfK Leipzig  | 22,76 s     |
| 0400 m                        | Petra Müller SC Chemie Halle        | 49,54 s     | Kirsten Emmelmann SC Magdeburg         | 50,30 s     | Dagmar Neubauer SC Turbine Erfurt | 50,55 s     |
| 0800 m                        | Christine Wachtel SC Neubrandenburg | 1:55,86 min | Sigrun Wodars SC Neubrandenburg        | 1:56,47 min | Martina Steuk TSC Berlin          | 1:59,04 min |
| 1500 m                        | Hildegard Körner SC Turbine Erfurt  | 4:00,06 min | Andrea Lange ASK Vorwärts Potsdam      | 4:00,07 min | Ulrike Bruns ASK Vorwärts Potsdam | 4:00,20 min |
| 3000 m                        | Kathrin Ullrich SC Dynamo Berlin    | 8:50,51 min | Birgit Barth SC Dynamo Berlin          | 9:13,31 min | Andrea Fleischer SC Motor Jena    | 9:18,38 min |
| 100 m Hürden (Wind: -0,4 m/s) | Gloria Uibel SC Cottbus             | 12,55 s     | Cornelia Oschkenat SC Dynamo Berlin    | 12,56 s     | Kerstin Knabe SC DHfK Leipzig     | 12,87 s     |
| 400 m Hürden                  | Sabine Busch SC Turbine Erfurt      | 53,24 s     | Cornelia Ullrich SC Magdeburg          | 53,58 s     | Susanne Losch SC Turbine Erfurt   | 56,09 s     |
| Hochsprung                    | Susanne Beyer SC Dynamo Berlin      | 1,96 m      | Gabriele Günz SC DHfK Leipzig          | 1,93 m      | Kerstin Brandt SC Empor Rostock   | 1,85 m      |
| Weitsprung                    | Heike Drechsler SC Motor Jena       | 7,40 m      | Helga Radtke SC Empor Rostock          | 7,00 m      | Anke Behmer SC Neubrandenburg     | 6,72 m      |
| Kugelstoßen                   | Heike Hartwig SC Dynamo Berlin      | 21,11 m     | Grit Haupt SC Motor Jena               | 20,69 m     | Kathrin Neimke SC Magdeburg       | 20,61 m     |
| Diskuswurf                    | Martina Hellmann SC DHfK Leipzig    | 72,92 m     | Ilke Wyludda SC Chemie Halle           | 71,64 m     | Diana Gansky ASK Vorwärts Potsdam | 71,50 m     |
| Speerwurf                     | Petra Felke SC Motor Jena           | 72,30 m     | Susanne Jung SC Turbine Erfurt         | 69,60 m     | Regine Kempter TSC Berlin         | 64,74 m     |

## Ausgelagerte Wettbewerbe

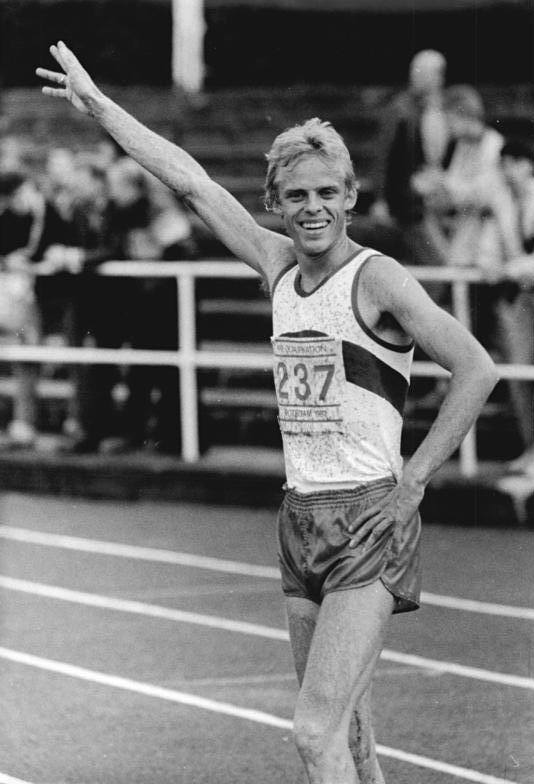
Erfolgreich konnte am 5. Juni in Potsdam der Rostocker Hansjörg Kunze seinen Titel im 10.000-Meter-Lauf verteidigen.

Wie üblich wurden aus zeitlichen oder organisatorischen Gründen verschiedene Wettbewerbe nicht im Rahmen der in Potsdam stattfindenden Hauptveranstaltung ausgetragen.
Terminkalender der ausgelagerten Wettbewerbe in chronologischer Reihenfolge:
- Crosslauf: 2 km Rundkurs im schneebedeckten Erfurter Steigerwald, 15. März
- 10.000-Meter-Lauf: im Rahmen der WM-Qualifikation im Stadion Luftschiffhafen von Potsdam, 5. Juni – Männer und 6. Juni – Frauen
- 4-mal-100-Meter-Staffeln und 4-mal-400-Meter-Staffel der Männer: im Rahmen der WM-Qualifikation im Stadion Luftschiffhafen von Potsdam, 6. Juni
- Mehrkämpfe: im Rahmen des 19. Mehrkampf-Ländervergleiches mit der Sowjetunion im Heinz-Steyer-Stadion von Dresden, 6. bis 7. Juni – Männer: Zehnkampf / Frauen: Siebenkampf
- Marathonlauf: im Rahmen des Leipziger KMU-Marathons, 20. Juni
- Gehen: Rundkurs in Potsdam Waldstadt I, 4. Juli – Männer: 20-km-Gehen und 50-km-Gehen / Frauen: 10-km-Gehen
- 4-mal-400-Meter-Staffel der Frauen: im Rahmen des nationalen Leichtathletik-Sportfestes „Goldene Oval“ im Heinz-Steyer-Stadion von Dresden, 15. August

### Männer
| Disziplin                      | Gold                                                                                 | Gold         | Silber                                                                             | Silber       | Bronze                                                                            | Bronze       |
| 10.000 m                       | Hansjörg Kunze SC Empor Rostock                                                      | 27:39,60 min | Werner Schildhauer SC Chemie Halle                                                 | 28:00,85 min | Axel Krippschock SC Dynamo Berlin                                                 | 28:09,16 min |
| Marathon                       | Michael Heilmann TSC Berlin                                                          | 2:14:17 h    | Jürgen Eberding SC Magdeburg                                                       | 2:16:27 h    | Rainer Wachenbrunner SC Dynamo Berlin                                             | 2:17:16 h    |
| 4 × 100 m                      | SC Karl-Marx-Stadt Arne Rinckleb Torsten Straßburger Jens Carlowitz Thomas Schönlebe | 40,12 s      | SC Neubrandenburg Thomas Schröder Jürg Rölz Ingo Krüger Jens Behmer                | 40,43 s      | SC DHfK Leipzig Holger Pohland Steffen Bringmann Steffen Schwabe Thomas Friedrich | 40,53 s      |
| 4 × 400 m                      | SC Karl-Marx-Stadt Uwe Ackermann Torsten Straßburger Jens Carlowitz Thomas Schönlebe | 3:06,00 min  | SC Dynamo Berlin Andreas Hübner Michael Schimmer Steffen Scharf Detlef Wagenknecht | 3:11,65 min  | ASK Vorwärts Potsdam Thomas Miething Guido Fängler Dirk Lukas Ralf Sachse         | 3:13,25 min  |
| 20-km-Gehen                    | Axel Noack TSC Berlin                                                                | 1:21:34 h    | Hartwig Gauder SC Turbine Erfurt                                                   | 1:21:42 h    | Ronald Weigel ASK Vorwärts Potsdam                                                | 1:21:59 h    |
| 50-km-Gehen                    | Dietmar Meisch TSC Berlin                                                            | 3:48:03 h    | Bernd Gummelt ASK Vorwärts Potsdam                                                 | 3:54:20 h    | Peter Scholle SC Turbine Erfurt                                                   | 4:04:28 h    |
| Zehnkampf                      | Torsten Voss SC Traktor Schwerin                                                     | 8429 Punkte  | Christian Schenk SC Empor Rostock                                                  | 8228 Punkte  | Thomas Fahner ASK Vorwärts Potsdam                                                | 8060 Punkte  |
| Crosslauf Mittelstrecke – 4 km | Frank Weßel SC Dynamo Berlin                                                         | 12:21 min    | Steffen Matthess ASK Vorwärts Potsdam                                              | 12:24 min    | Frank Ruhkieck SC Traktor Schwerin                                                | 12:27 min    |
| Crosslauf Langstrecke – 12 km  | Frank Heine ASK Vorwärts Potsdam                                                     | 36:56 min    | Werner Schildhauer SC Chemie Halle                                                 | 37:53 min    | Rainer Wachenbrunner SC Dynamo Berlin                                             | 38:02 min    |

### Frauen
| Disziplin                    | Gold                                                                             | Gold         | Silber                                                                        | Silber       | Bronze                                                                                      | Bronze       |
| 10.000 m                     | Kathrin Ullrich SC Dynamo Berlin                                                 | 32:40,10 min | Gabriele Veith SC Cottbus                                                     | 33:22,51 min | Birgit Jerschabek SC Traktor Schwerin                                                       | 33:57,84 min |
| Marathon                     | Uta Pippig ASK Vorwärts Potsdam                                                  | 2:30:50 h    | Kristina Garlipp SC Motor Jena                                                | 2:35:05 h    | Birgit Schuckmann BSG Bergmann-Borsig Berlin                                                | 2:39:51 h    |
| 4 × 100 m                    | SC Motor Jena Sabine Günther Heike Drechsler Ingrid Auerswald Marlies Göhr       | 42,66 s      | SC Dynamo Berlin Ina Morgenstern Cornelia Oschkenat Janet Roth Peggy Beer     | 44,32 s      | SC Magdeburg Daniela Danker Heike Theele Anette Kersten Diana Dietz                         | 44,40 s      |
| 4 × 400 m                    | SC Neubrandenburg Doreen Fahrendorff Sigrun Wodars Grit Breuer Christine Wachtel | 3:31,36 min  | SC Turbine Erfurt Antje Axmann Katrin Schreiter Dagmar Neubauer Susanne Losch | 3:34,53 min  | SC Chemie Halle / SC Turbine Erfurt Ute Schmidt Antje Schröder Katrin Wühn Hildegard Körner | 3:35,77 min  |
| 10-km-Gehen                  | Beate Anders TSC Berlin                                                          | 46:20,0 min  | Ines Estedt SC Dynamo Berlin                                                  | 46:29,0 min  | Ulla Klaedtke ASK Vorwärts Potsdam                                                          | 47:18,0 min  |
| Siebenkampf                  | Anke Behmer SC Neubrandenburg                                                    | 6508 Punkte  | Marion Reichelt SC Einheit Dresden                                            | 6429 Punkte  | Heike Tischler SC Motor Jena                                                                | 6212 Punkte  |
| Crosslauf Langstrecke – 8 km | Kathrin Ullrich SC Dynamo Berlin                                                 | 29:08 min    | Ines Obst SC Chemie Halle                                                     | 29:35 min    | Monika Kukel ASK Vorwärts Potsdam                                                           | 30:13 min    |

## Medaillenspiegel

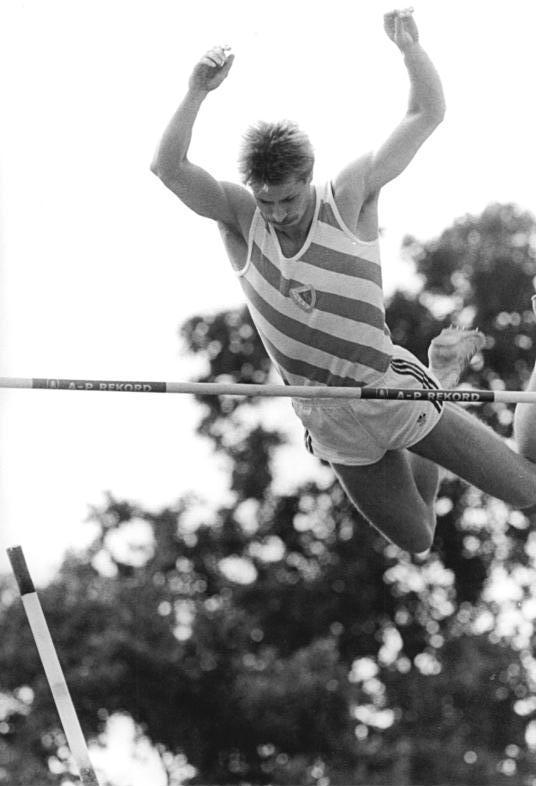
Uwe Langhammer aus Jena verbesserte seinen eigenen DDR-Rekord im Stabhochsprung auf 5,65 m.

Der Medaillenspiegel umfasst die Medaillengewinner und -gewinnerinnen aller Wettbewerbe.
| Platz | Verein                              | Verein                     | Gold | Silber | Bronze | Gesamt |
| 01    | Logo vom SC Dynamo Berlin           | SC Dynamo Berlin           | 9    | 5      | 4      | 180    |
| 02    | Logo vom TSC Berlin                 | TSC Berlin                 | 6    | 1      | 2      | 9      |
| 03    | Logo vom ASK Vorwärts Potsdam       | ASK Vorwärts Potsdam       | 5    | 8      | 100    | 230    |
| 04    | Logo vom SC Karl-Marx-Stadt         | SC Karl-Marx-Stadt         | 5    | 3      | –      | 8      |
| 05    | Logo vom SC Motor Jena              | SC Motor Jena              | 5    | 2      | 3      | 100    |
| 06    | Logo vom SC Empor Rostock           | SC Empor Rostock           | 4    | 2      | 2      | 8      |
| 07    | Logo vom SC Neubrandenburg          | SC Neubrandenburg          | 3    | 3      | 2      | 8      |
| 08    | Logo vom SC Turbine Erfurt          | SC Turbine Erfurt          | 2    | 4      | 8      | 140    |
| 09    |                                     | SC DHfK Leipzig            | 2    | 2      | 5      | 9      |
| 10    | Logo vom SC Traktor Schwerin        | SC Traktor Schwerin        | 2    | 2      | 3      | 7      |
| 11    | Logo vom SC Chemie Halle            | SC Chemie Halle            | 1    | 6      | 3      | 100    |
| 12    | Logo vom SC Magdeburg               | SC Magdeburg               | 1    | 6      | 2      | 9      |
| 13    | Logo vom SC Einheit Dresden         | SC Einheit Dresden         | 1    | 2      | 2      | 5      |
| 14    | Logo vom SC Cottbus                 | SC Cottbus                 | 1    | 1      | 1      | 3      |
| 15    | Logo der BSG Bergmann-Borsig Berlin | BSG Bergmann-Borsig Berlin | –    | –      | 1      | 1      |
|       | Total                               | Total                      | 47   | 47     | 48     | 142    |

## Randnotizen
Traditionell wurden im Rahmen der Meisterschaften erfolgreiche Athleten vergangener Jahre feierlich aus der Nationalmannschaft verabschiedet. Auf einer letzten Ehrenrunde wurden sie von Wolfgang Warnemünde angeführt.